# Morsasco
Morsasco är en ort och kommun i provinsen Alessandria i regionen Piemonte i Italien. Kommunen hade 629 invånare (2018).